# الليبيون الأمريكيون
الأمريكيون الليبيون (بالإنجليزية: Libyan Americans)‏ هم مواطنون أمريكيون من أصل ليبي أو مواطنون ليبيون يحملون أيضًا الجنسية الأمريكية .
يتحدث معظم الأميركيين الليبيين اللغة العربية والإنجليزية . وفقًا لتعداد سنة 2000، كان هناك 2.979 أمريكيًا زعموا أنهم من أصل ليبي. 

## قراءة إضافية
- ستابين، توفا. "الأميركيون الليبيون". موسوعة جيل لأميركا المتعددة الثقافات، تحرير توماس ريجز، (الطبعة الثالثة، المجلد 3، جيل، 2014)، ص 101-109.